# Електрична столица је нестала
„Електрична столица је нестала” је југословенски филм из 1963. године. Режирао га је Драгутин Вунак који је написао и сценарио.

## Улоге
| Глумац         | Улога                  |
| -------------- | ---------------------- |
| Младен Шермент | Инспектор Маска (глас) |